# Owls de Temple
Les Owls de Temple (en anglais : Temple Owls) sont un club omnisports universitaire de l'Université Temple  à Philadelphie (Pennsylvanie). Les équipes des Owls participent aux compétitions universitaires organisées par la National Collegiate Athletic Association. Temple fait partie de la division Atlantic Ten Conference mais l'équipe de football américain est associée à la Mid-American Conference après avoir un statut d'équipe indépendante de niveau DI-A en 2005. Avant cette date, Temple évoluait en Big East Conference. À partir de 2013, Temple évolue au sein de l'American Conference.
L'équipe de football américain commence ses activités en 1894. Leur meilleure saison fut celle de 1979 avec 10 victoires pour 2 défaites et une 17e place au classement du poll AP. En 1986, Paul Palmer termina deuxième du vote pour le trophée Heisman.
L'équipe masculine de basket-ball des Owls fit deux apparitions au Final Four durant les années 1950 (1956 et 1958). Temple fréquenta ensuite régulièrement le tournoi national NCAA, sans jamais rejoindre le dernier carré.

## Baseball
La section a existé entre 1927 et 2014.

### Entraîneurs
- 1927 :  Frank Martin
- 1928-1931 :  Walter Keating
- 1932-1942 :  Ralph Young
- 1943 :  Harold Williams
- 1944-1945 : Pas d'équipe
- 1946 :  Ernest Messikomer
- 1947-1952 :  Peter P. Stevens
- 1953-1959 :  Ernie Casale
- 1960-2005 :  Skip Wilson
- 2006-2011 :  Rob Valli
- 2012-2014 :  Ryan Wheeler

## Football
La section existe depuis 1894.

### Entraîneurs
- 1894-1898 :  Charles M. Williams
- 1899-1900 :  John Rogers
- 1901-1905 :  Harry Shindle Wingert
- 1906 : Pas d'équipe
- 1907 :  Horace Butterworth
- 1908 :  Frank W. White
- 1909-1913 :  William J. Schatz
- 1914-1916 :  William Nicolai
- 1917 :  Elwood Geiges
- 1918-1921 : Pas d'équipe
- 1922-1923 :  M. Francois D'Eliscu
- 1924 :  Albert Barron
- 1925-1932 :  Heinie Miller
- 1933-1938 :  Glenn Warner
- 1939 :  Fred H. Swan
- 1940-1948 :  Ray Morrison
- 1949-1954 :  Albert Kawal
- 1955 :  Josh Cody
- 1956-1959 :  Peter P. Stevens
- 1960-1969 :  George Makris
- 1970-1982 :  Wayne Hardin
- 1983-1988 :  Bruce Arians
- 1989-1992 :  Jerry Berndt
- 1993-1997 :  Ron Dickerson
- 1998-2005 :  Bobby Wallace
- 2006-2010 :  Al Golden
- 2011-2012 :  Steve Addazio
- 2013-2016 :  Matt Rhule
- 2016 :  Ed Foley (intérim)
- 2017 :  Geoff Collins

## Basketball
La section existe depuis 1894.

### Entraîneurs
- 1894-1899 :  Charles M. Williams
- 1899-1900 :  John T. Rogers
- 1900-1901 : Pas d'équipe
- 1901-1905 :  Harry Shindle Wingert
- 1905-1908 :  John Crescenzo
- 1909-1913 :  Frederick Prosch
- 1913-1917 :  William Nicolai
- 1917-1918 :  Elwood Geiges
- 1918-1919 : Pas d'équipe
- 1919-1923 :  M. Francois D'Eliscu
- 1923-1926 :  Samuel Dienes
- 1926-1939 :  James Usilton
- 1939-1942 :  Ernest Messikomer
- 1942-1952 :  Josh Cody
- 1952-1973 :  Harry Litwack
- 1973-1982 :  Don Casey
- 1982-2006 :  John Chaney
- 2006- :  Fran Dunphy

## Soccer
La section existe depuis 1926.

### Entraîneurs
- 1926-1929 :  James Neeley
- 1930-1970 :  Pete Leaness
- 1971-1973 :  Walter Bahr
- 1974-1993 :  John Boles
- 1994-1997 :  Hugh McInaw
- 1998-2017 :  Dave MacWilliams
- 2018- :  Brian Rowland